# Megachile helianthi
Megachile helianthi är en biart som beskrevs av Cockerell 1908. Megachile helianthi ingår i släktet tapetserarbin, och familjen buksamlarbin. Inga underarter finns listade i Catalogue of Life.